# Trung tâm Thể thao Universiade Thâm Quyến
Trung tâm Thể thao Universiade Thâm Quyến (tiếng Trung: 深圳大运体育中心), còn được gọi là Trung tâm Universiade Thâm Quyến, Trung tâm Thể thao Universiade Long Cương, hoặc Sân vận động Long Cương, là một khu liên hợp thể thao ở Long Cương, Thâm Quyến, Quảng Đông, Trung Quốc. Khu liên hợp thể thao này được hoàn thành vào năm 2011. Sân vận động chính được sử dụng chủ yếu cho các trận đấu bóng đá và các môn thi đấu điền kinh. Sân cũng tổ chức một số môn thi đấu tại Đại hội Thể thao Sinh viên Mùa hè Thế giới 2011.
Sân vận động có sức chứa 60.334 khán giả. Nhà thi đấu có sức chứa 18.000 khán giả, và trung tâm thể thao dưới nước có sức chứa 3.000 khán giả.
Vào ngày 15 tháng 9 năm 2018, NHL đã tổ chức một trận đấu trước mùa giải giữa Calgary Flames và Boston Bruins tại sân vận động này.